# Sorex yukonicus
Sorex yukonicus és una espècie de mamífer de la família de les musaranyes (Soricidae). És una espècie descrita recentment i coneguda a partir d'un únic espècimen trobat a Galena (Alaska).